# 新澳門學社
新澳門學社（葡萄牙語：Associação de Novo Macau）成立於1992年7月10日，是澳門主要的民主派政黨，也是澳門少數有組織性的、獨立於澳門特別行政區政府的政治傳播團體。首屆理事長為吳國昌，現任理事長為甘雪玲。

## 成立之初
1980年代，澳門政治發展获得契機。1984年澳門總督高斯達解散意見不合的立法會，隨後赋予華人選舉權；何思謙領導的民生派在市政选举中獲得议席。而後中葡聯合聲明的簽署和基本法的起草，以及1989年北京爆發的民主運動，为新澳門學社的产生提供了時代背景。曾在1990年加盟以何思謙為首的「友誼促進會」名義參與立法會增額補選但最終落敗的吳國昌，與區錦新、湯家耀和陸偉聰等人，研製系統化政綱，於1992年7月10日宣佈成立新澳門學社，以及其包括政制人權、社會保障、經濟發展、城市建設、消費權益、公共行政、衛生環保、婦女、教育文化、公共財政和勞工11個專責小組；並於當年以「民主新澳門」名義，後來獲得3000多票，首次晉身議會。
1993年5月，新澳門學社再提名區錦新參加市政議會選舉，成功取得一個議席。1996和1997年，吳國昌和區錦新分別連任立法會議員和市政議員。

## 澳門回歸後
新澳門學社在1999年澳門回歸後主張「反貪腐，爭民主，保民生」，透過議會工作監督特區政府，先後推動限制輸入外勞、十五年免費教育、增建公共房屋。
2001年，吳國昌第三度參選立法會，以「票王」（第一高票）身份成功連任，也帶領名單中排行第二的區錦新初登議事廳；兩人於2005年繼續連任，排名第三的陳偉智以數百票之差未能當選。2005年，就讀澳門大學的周庭希、梁博文和等人創立仿照澳門日報的愛瞞日報，以「出紙一大張，瞞遍全澳市民」為口號，以惡搞形式諷刺賄選、賤價批地、歐文龍貪污案、樓價高企、交通擠塞等議題。
2007年，新澳門學社發表「民主政制發展方案」，主張2019年普選行政長官、逐步減少立法間選和官委議席，並最終達致全面普選、設立分區直選的市政議會。同年又首次發起回歸日民主大遊行，有超過1,500人參與。2009年立法會選舉，吳國昌和區錦新分拆兩組出戰，以「1+1=4」為口號，呼籲選民平均配票，結果陳偉智成功當選。
2010年，周庭希接任新澳門學社理事長，主張關注環境保育、新聞自由、人權保障等議題。2012年，澳門特區政府啟動史上首次政制改革，新澳門學社組織包括全民投票、民意調查、斷食等行動，爭取立法會直選議席過半，結果政改未能通過。有評論員在正報作出以下評論：「澳門民主運動的尷尬就是缺了社會運動，最常見的就只有遊行遞信，僅此而已，本地的『民主派』算是有少許論述主張，但卻少了指引爭民主的明確方向，更沒有行動綱領。明白他們都是斯文人，縱明『沒有抗爭，那有改變』的道理，也不致輕舉莽動，或許此間『民主派』只滿足做一隻『報喪鳥』 ，告訴人們那裡失火、那裡莊稼被盜（連監察者的角色也算不上、做不好，當然這是制度問題，非戰之罪。）」後來新澳門學社於聯合國編製澳門首份民間人權報告，指責政府提交的報告中存在失實和虛假資訊，也向檢察院檢舉前特首涉嫌濫用權力批給賭牌等。
2013年，周庭希和陳偉智於立法會選舉落敗。2014年，在反離保運動中有所行動的學社成員蘇嘉豪被選為新任理事長。
2015年，蘇嘉豪以赴國立臺灣大學政治學系升讀碩士為由請辭理事長一職，而當時正於臺大政治學系學士班就讀的鄭明軒獲選為新任理事長，自臺大辦理休學後回澳接替蘇嘉豪餘下一年任期。
2016年7月，新澳門學社舉行會員大會，選出新一屆理事會，其中鄭明軒連任理事長一職，兩名前理事長蘇嘉豪及周庭希分別擔任副理事長，而立法會議員吳國昌則選擇不參選理事的選舉，於學社首次不擔任理事。
2017年9月，蘇嘉豪在學社唯一推薦之下以「學社前進」名義成功以9212票當選，成為澳門歷來最年輕的議員。吳國昌續以「民主昌澳門」名義參選，亦成功連任。2018年，學社亦遷出巴掌圍斜巷向吳國昌租用之物業，連同蘇之議員辦事處搬到沙欄仔街新社址。
2021年，蘇嘉豪續以「學社前進」名義參選，但同年7月9日被立法會選舉管理委員會以「經事實證明不擁護《中華人民共和國澳門特別行政區基本法》或不效忠中華人民共和國澳門特別行政區」理由，而取消參選資格。其沙欄仔街之議員辦事處亦於同年10月16日停止運作。四天後學社的平台媒體《愛瞞傳媒》由於「前所未有的環境變遷，資源稀缺」停止運作。

## 歷屆立法會選舉得票
| 選舉年份 | 民選得票 | 得票率 | 參選名單數 | 參選名義                           | 所得議席 |
| -------- | -------- | ------ | ---------- | ---------------------------------- | -------- |
| 1992     | 3,412    | 12.39% | 1          | 民主新澳門                         | 1        |
| 1996     | 6,331    | 8.73%  | 1          | 民主新澳門                         | 1        |
| 2001     | 16,961   | 20.95% | 1          | 民主新澳門                         | 2        |
| 2005     | 23,489   | 18.81% | 1          | 民主新澳門                         | 2        |
| 2009     | 27,448   | 19.35% | 2          | 民主昌澳門、民主新澳門             | 3        |
| 2013     | 23,041   | 15.73% | 3          | 自由新澳門、民主新澳門、民主昌澳門 | 2        |
| 2017     | 9,213    | 5.34%  | 1          | 學社前進                           | 1        |
| 2021     | 0        | 0%     | 0          | 學社前進                           | 0        |

1. ↑  「民主昌澳門」及原身為「民主新澳門」的「民主新動力」，在當屆被用作代表因學社分裂而衍生的另一組織——澳門社區發展新動力，故該兩名單合共所得的2個議席，並不計算於此。

## 歷任理事長
1. 吳國昌（1992年7月－1994年7月）
2. 陸偉聰（1994年7月－1996年7月）
3. 湯家耀（1996年7月－1998年7月，2000年7月－2002年7月）
4. 區錦明（1998年7月－2000年7月，2002年7月－2004年7月）
5. 冼道寧（2004年7月－2006年7月）
6. 陳偉智（2006年7月－2010年7月）
7. 周庭希（2010年7月－2014年7月）
8. 蘇嘉豪（2014年7月－2015年8月）
9. 鄭明軒（2015年9月－2017年11月）
10. 甘雪玲 （2017年11月－今）

## 組織架構及現屆領導成員（2020-2022）

### 會員大會
- 朱國權（主席）
- 秘書一人

### 理事會
- 甘雪玲（理事長）
- 蘇嘉豪（副理事長）
- 陳樂琪（副理事長）
- 黃健朗（副理事長）
- 陳偉全（理事）
- 黃業波（理事）等人

### 監事會
- 張樹堅（監事長）
- 秘書一人
- 稽核一人

## 刊物
《新澳門》，不定期出版，至2015年7月止共印56期。自第31期開始夾有以漫畫等形式諷刺時弊的版面《愛瞞日報》。

## 政制發展
2007年7月1日，發表《澳門特別行政區民主政制發展方案》，提出以下要點：
1. 以提名委員會代替目前的選舉委員會並逐步增加民主成份；
2. 逐步減少立法會間接選舉和委任議席並最終透過修改《基本法》達致立法會全面普選；
3. 加強立法會監察權力；
4. 設立分區直選的市政機構；以及在
5. 諮詢組織引入界別直選。

## 外部連結
- 新澳門學社網頁 （页面存档备份，存于）
- 新澳門學社Youtube 頻道 （页面存档备份，存于）
- 愛瞞傳媒網站 （页面存档备份，存于）
- 愛瞞傳媒Youtube 頻道 （页面存档备份，存于）
- 周庭希網站 Access Granted （页面存档备份，存于）
- 蘇嘉豪Facebook （页面存档备份，存于）